# Filipíny na Letních olympijských hrách 1964
Filipíny se účastnily Letní olympiády 1964 v japonském Tokiu v 10 sportech. Zastupovalo je 47 sportovců.

## Medailisté
| Medaile | Jméno              | Sport | Soutěž                      |
| ------- | ------------------ | ----- | --------------------------- |
| Stříbro | Anthony Villanueva | Box   | muži váha pérová - do 57 kg |